# In sensu
Als in sensu (lateinisch sensus ‚Sinn, Empfindung, Gefühl‘) bezeichnet man in der Psychologie Prozesse, die in der Vorstellung ablaufen.

## Verhaltenstherapie
In der Psychotherapie kennzeichnet der Zusatz in sensu eine Imaginationstechnik der Verhaltenstherapie. Hierbei wird der Patient ‚nur‘ in seiner Vorstellung einer Konfrontation (auch Exposition) ausgesetzt. Die Vorstellungsübungen können zur Einübung veränderter Reaktionen und Verhaltensweisen (z. B. problembehaftete Situationen im sozialen Umfeld des Patienten) genutzt werden oder in der Konfrontationstherapie die Annäherung an die Angst (z. B. Aufzug fahren, sich Höhen aussetzen, Spinnen begegnen) erleichtern.

### Gegensatz
Die Exposition in der Realität wird mit in vivo bezeichnet.

### Techniken
Je nach angewendeter Technik der Verhaltenstherapie wird eine Behandlung in sensu oder in vivo durchgeführt. Beispielsweise wird der Patient bei der systematischen Desensibilisierung zunächst schrittweise mit der Vorstellung eines Objektes in sensu konfrontiert. Beim Flooding erfolgt eine Exposition in vivo.